# جبال نلغيري

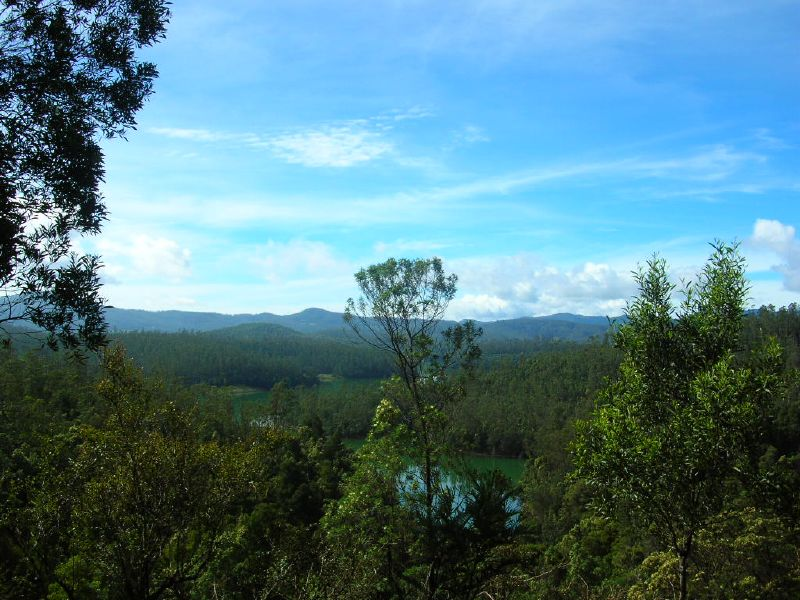
منظر من جبال نلگيري

جبال نلغيري (بالتاملية: நீலகிரி) (نقحرة: نلگيري) وعادة ما تُسَمّى تلال نلغيري وهي سلسلة جبال تقع بولاية تامل نادو في جنوب الهند وتتكون مما لا يقل عن أربعة وعشرين قمّة جبلية يفوق ارتفاعها الألفي متر. وتقع هذه الجبال تحديداً في أقصى شمال غرب تامل نادو في حدودها مع ولايتي كِرلة وكرناتكة.

## معرض صور

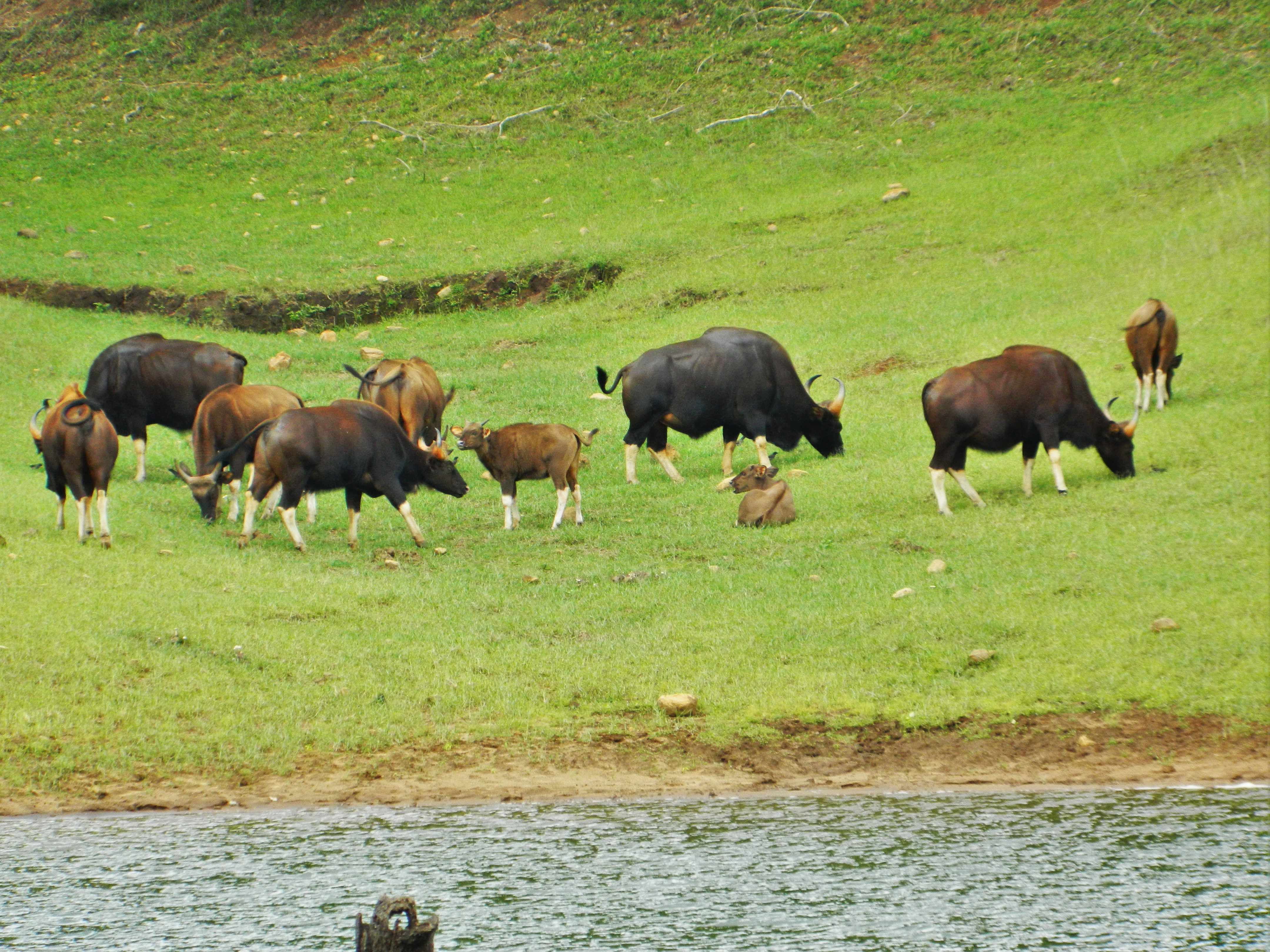
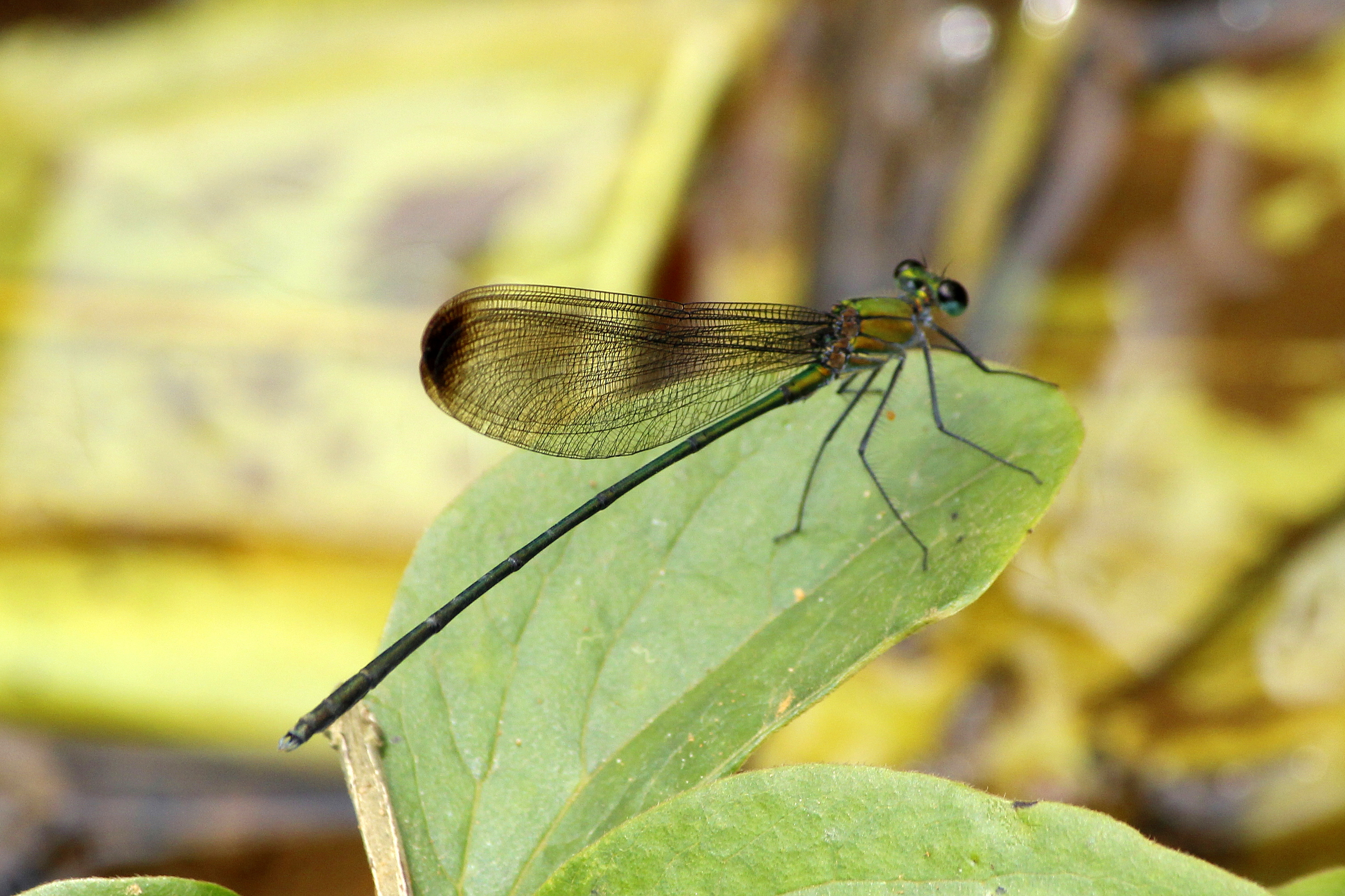
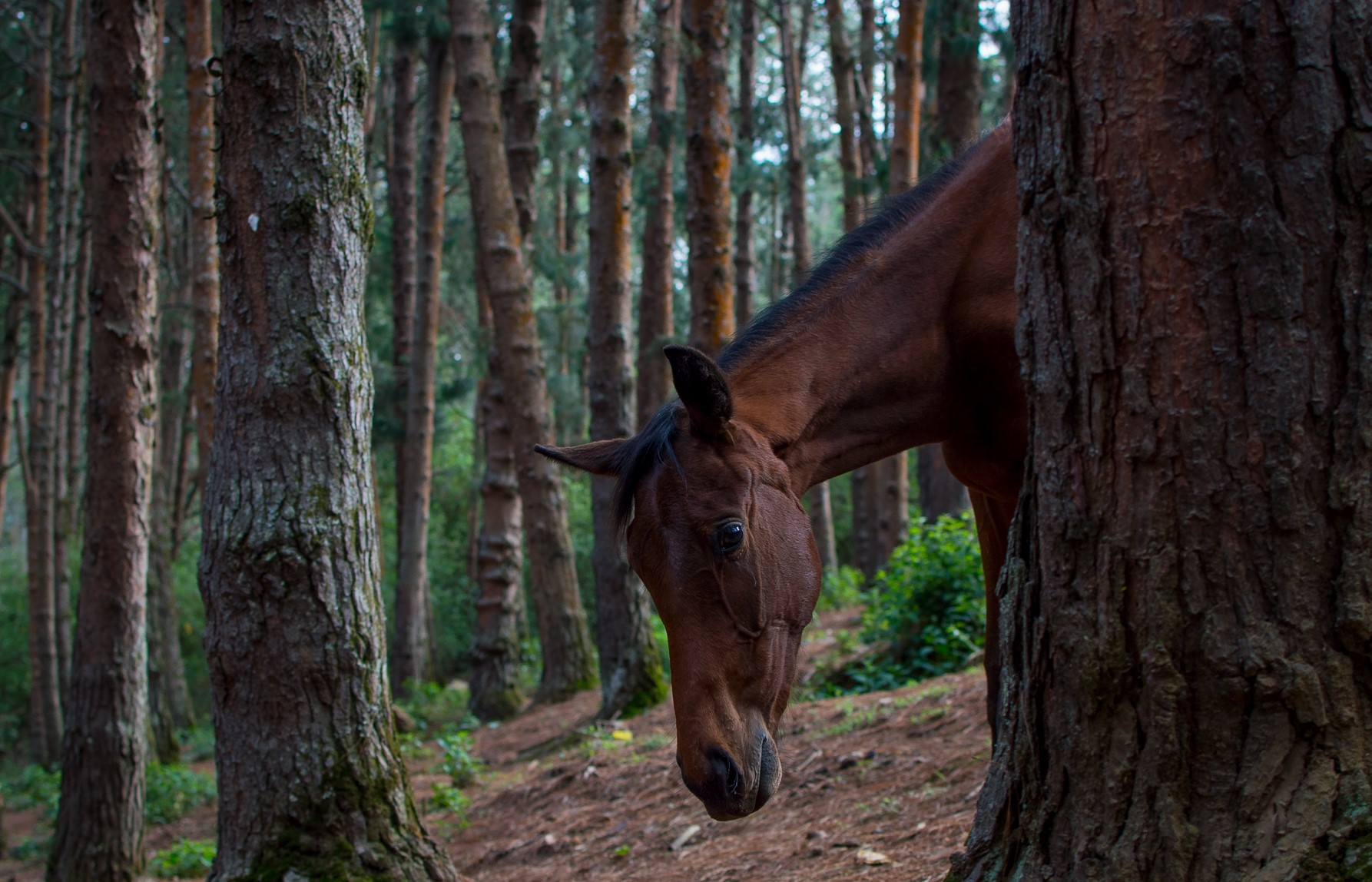